# 인천국제공항철도

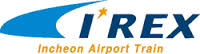
I'REX 시절의 로고, 2007년에 A'REX로 바뀌었다.

공항철도 직통열차

직통열차 좌석

인천국제공항철도(仁川國際空港鐵道)는 서울역에서 인천공항2터미널역 또는 용유차량기지를 잇는 간선철도 및 공항철도 노선이다. 안내, 홍보, 노선도 등에서는 공항철도(空港鐵道)라는 명칭을 사용하며, A'REX(Airport Railroad Express)라는 약칭을 가지고 있다. 국민의 정부(김대중 정부)의 핵심 공약에 따라 수익형 민자사업으로 건설된 철도 노선이다. 노선 안내에 사용되는 일반열차의 색상은 파란색 계열의 ● ‘바다색’이며, 직통열차의 경우 ● 주황색이다. 통행방향은 모든 구간에서 좌측통행이다.

## 노선 정보
- 노선 거리: 64.3 km(실제영업거리 63.8 km)
- 운영 기관: 공항철도(주)
- 궤간: 1,435mm(표준궤)
- 통행 방식: 좌측 통행
- 역 수: 14
- 보안 장치: ATP/ATO [반자동운전]
- 운행 차량: 직통열차, 일반열차

## 차량
- 공항철도 1000호대 전동차 - 직통열차
- 공항철도 2000호대 전동차 - 일반열차

## 역사
- 2001년 4월 1일: 착공
- 2007년 3월 23일: 김포공항역 ~ 인천국제공항역 구간 개통
- 2009년 7월 24일: 김포공항역 서울 지하철 9호선 환승 개통
- 2010년 12월 29일: 서울역 ~ 김포공항역 구간 개통 (공덕역 및 마곡나루역 제외)
- 2011년 11월 30일: 공덕역 개통
- 2013년 8월 1일: 서울메트로와 한국철도공사 광역전철 전 노선의 접근 멜로디로 변경
- 2013년 10월 14일: 청라국제도시역과 영종역 역명 확정[1]
- 2014년 5월 9일: 도시철도에서 일반철도로 변경되면서 인천국제공항선과 용유기지선으로의 분리와 청라국제도시역과 영종역을 포함한 철도거리표 고시[2]
- 2014년 6월 21일: 청라국제도시역, 영종역 개통
- 2014년 6월 30일: 경의선 ~ 인천국제공항철도 간 수색직결선 개통[3]과 함께 인천국제공항역 착발 KTX 운행 개시
- 2015년 3월 28일: 서울역 환승통로 개통
- 2016년 2월 3일: 인천국제공항역에 인천공항 자기부상철도 개통
- 2016년 7월 30일: 검암역에서 인천 도시철도 2호선과 환승 개통
- 2017년 1월 1일: 역 도착음이 국악으로 변경[4]
- 2017년 6월 29일 : 역명을 인천국제공항역에서 인천공항1터미널역으로 변경, 마곡나루역과 인천공항2터미널역 신설, 길이 2.1km의 용유차량삼각선 신설 고시 (2018년 1월 13일 적용)[5]
- 2018년 1월 13일: 인천공항2터미널역 개통
- 2018년 3월 23일: 인천공항 연계 KTX 운행 폐지
- 2018년 9월 1일: 인천공항 연계 KTX 폐지
- 2018년 9월 29일: 마곡나루역 개통
- 2019년 4월 17일: 철도 노선번호 변경에 따라 322로 변경[6]
- 2019년 7월 9일 ~ 7월 29일: 광주 세계수영선수권대회 기간 동안 KTX 임시운행
- 2019년 9월 28일: 김포공항역의 김포 도시철도 환승 개통
- 2020년 4월 1일: 코로나19 범유행으로 인한 직통열차 3개월간 운행중지 및 일반열차 일부 감축운행[7]
- 2020년 6월 5~5일: 직통열차 차량을 일부시간대 전역 정차로 운행[8]
- 2020년 10월 5일: 직통열차 차량을 오전 7시 ~ 오후 8시 전역정차로 운행[9]
- 2022년 5월 30일: 직통열차 운행 재개[10]
- 2023년 7월 1일: 김포공항역의 수도권 전철 서해선 환승 개통

## 운영
공항철도는 수익형 민자사업으로 건설된 철도로 개통 후 30년간 민간사업자인 공항철도(주)에서 운영된다. 운행 열차는 우등형 전동차를 사용하여 무정차 운행하는 직통열차와 통근형 전동차를 사용하여 모든 역에 정차하는 일반열차로 나뉜다.

### KTX
한국철도공사가 운행하는 KTX 일부 열차가 2014년 6월 30일부터 수색역 부근 수색직결선을 이용하여 인천국제공항역까지 운행되었다. 운행 중지 직전 기준 인천국제공항철도 구간 내에서는 검암역, 인천공항1터미널역(당시 인천국제공항역), 인천공항2터미널역(2018년 1월 13일 신설)에 정차하였으며, 경부선, 호남선, 경전선, 동해선, 전라선 등의 열차가 운행되었으며, 2017년 12월에 원주-강릉선이 개통되어 강릉 방향 열차도 운행을 하였다. 다만 영종대교와 지하 구간의 운행 속도 한계 기존 공항철도용 통근형 전동차의 느린 속도와 조밀한 배차 간격으로 인해 운행 속도는 기존 통근형 전동차인 최대 110km/h 수준보다 조금 높은 최대 140km/h이다. 평창 동계올림픽 이후 운행이 잠정 중단되었다가 2019 광주 세계 수영선수권대회 임시 운행을 최후로 전면 폐지되었다.

### 직통열차
서울역, 인천공항1터미널역, 인천공항2터미널역에만 정차하며 51분이 소요된다. 2007년 1단계 김포공항역 ~ 인천국제공항역 구간 개통 당시에는 김포공항역 ~ 인천국제공항역 구간을 무정차 운행하였으나 2010년 2단계 서울역 ~ 김포공항역 구간 개통 이후 서울역 ~ 인천공항2터미널역 구간을 무정차 운행하는 방식으로 변경되어 김포공항역에는 아예 정차하지 않게 되었다.

### 일반열차
통근형 전동차로 서울역과 인천공항2터미널역 간 모든 역에 정차하며, 66분이 소요된다. 서울역 ~ 검암역 (3000번대) 구간은 6~7분, 서울역 ~ 인천공항2터미널역 (2000번대) 구간은 약 11~12분의 배차 간격으로 운행된다.

## 운임

### 직통열차
서울역 - 인천공항1터미널역 및 인천공항2터미널역 간의 정상 운임은 15,000원이나, 직통열차 특별할인 운임을 적용하여 성인 9,500원, 어린이 7,500원의 운임이 부과된다.

### 일반열차
서울 ~ 청라국제도시 구간은 수도권 통합요금제가 적용되며, 청라국제도시 ~ 인천공항2터미널 구간은 공항철도의 별도 운임제가 적용된다.
- 교통카드 기준 기본 운임은 10km까지 일반열차 기준 내륙구간 1,400원, 영종도 구간은 1,050원으로 추가 운임은 내륙구간은 수도권 전철과 동일하게 5km당 100원, 영종도 구간은 독자적인 운임제로 1km당 130원이 적용된다.
- 내륙 구간과 영종도 구간을 연계 이용할 경우 두 구간의 운임을 단순 합으로 계산하며 별도의 연계 이용 할인, 기본 운임 면제는 없다. 영종도 구간의 역에서 승차한 후 환승역에서 타 노선을 갈아타면, 환승역에서 승차역~청라국제도시역 구간의 운임을 정산한 후 하차역에서 청라국제도시역~도착역 구간의 운임을 정산한다.
  - 김포공항역에서 서울 지하철 9호선이나 2023년 7월 1일에 개통되는 수도권 전철 서해선으로 갈아탄 후 모든 역에서 다시 다른 노선으로 갈아탈 경우도 위와 동일하게 적용된다.
  - 첫번째, 김포공항역에서 서울 지하철 9호선으로 갈아탄 후 서울 지하철 9호선 역에서 하차하면 영종도구간 출발역~청라국제도시역 운임+청라국제도시역~도착역의 운임을 하차역에서 한번에 정산한다. 1회용 교통카드 및 정기권은 서울역[b]에서는 환승이 되지 않으며, 1회용 교통카드의 경우에는 교통카드를 재발매하여야 하고 서울구간 및 거리비례 정기권은 1회 차감된다. 영종도 별도운임구간에서 서울전용, 거리비례 정기권은 사용할 수 없다.
  - 두번째, 김포공항역에서 수도권 전철 서해선으로 갈아탈 때 선/후불 교통카드에 의한 환승 처리만 가능하며, 환승 기회가 1회 차감된다.
  - 다만, 서울역에서 경의·중앙선으로 갈아탈 경우, 영종도 구간 승차역~청라국제도시역 운임+청라국제도시역~서울역까지의 운임을 먼저 정산한 후, 청라국제도시역~서울역까지의 거리와 서울역~하차역까지의 거리를 합산하여 거리에 따른 추가운임이 발생할 경우 하차역에서 추가운임을 낸다.[c]
- 서울역의 경우는 수도권 전철 경의·중앙선으로 갈아탈 때 선/후불 교통카드에 의한 환승 처리만 가능하며, 환승 기회가 1회 차감된다.
- 일반열차는 타 수도권 전철 구간과 동일하게 인천국제공항철도 전 구간에서 만 65세 이상 노인, 장애인, 국가유공자, 독립유공자, 참전유공자, 5·18 광주민주화운동 부상자 등에 대하여 무임 승차가 가능하나, 이는 대한민국 국적자에 한한다.
- 수도권 통합운임제는 내륙 구간인 청라국제도시역 ~ 서울역 구간에 한하여 적용되며, 영종도 구간은 타 역과 청라국제도시역간 운임에 영종역 900원, 운서역 1,400원, 공항화물청사역 2,000원, 인천공항1터미널역 2,300원, 인천공항2터미널역 2,900원을 추가 적용한다. 다만, 계양 - 운서, 공항화물청사, 인천공항1터미널, 인천공항2터미널 구간은 수도권 통합운임제를 적용할 경우 운임 역전 현상이 발생하므로 종전의 운임을 적용한다. 즉, 신분당선이 전 구간에서 1000원을 추가금으로 받는 형식으로 타 대중교통과 환승 처리가 되는 반면, 인천국제공항철도는 수도권 전철의 충청남도 천안시, 아산시, 강원특별자치도 춘천시 구간과 마찬가지로 영종도 내 5개 역에서 시내버스와 환승 처리가 되지 않는다. 따라서, 영종도 구간은 최소 900원에서 최대 2,300원까지 별도의 운임 체계를 적용하며 시내버스와의 환승 할인이 불가능하다. 이러한 편파적인 불평등으로 영종도 주민들과 영종하늘도시 입주예정자들이 "할인혜택을 제외하는 것은 주민 무시 행위"라며 거세게 반발하고 있으나 국토교통부에서는 "재정부담이 가중되어 곤란하다."는 입장이다.[12]
- 수도권 통합운임제가 적용되면서, 이미 서울 지하철 9호선의 환승게이트가 설치되어 있는 김포공항역을 제외한 검암역, 계양역, 디지털미디어시티역, 홍대입구역, 공덕역, 서울역 환승통로에는 환승게이트가 설치되었다. 이 게이트는 운임 배분 및 통행량 분석 목적에 사용함. 영종역~인천공항2터미널역 구간을 이용한 승객은 추가로 운임이 부과되며 그 이외의 구간은 별도의 운임이 부과되지 않는다.
- 서울 지하철 9호선 개통 관계로, 수도권 전철에서 사용하고 있는 1회용 교통카드 시스템을 도입하였다. 교통카드와 직통열차 출입권은 모두 승차시(개표)에는 판독기 위에 접촉하며, 하차시(집표)에도 판독기 위에 접촉하여 판독한다.

2007년 1단계 구간 개통 당시에는 운임 체계와 승차권 모두 수도권 전철과는 별도의 것을 사용하였으나, 승차권은 2009년 서울 지하철 9호선 개통 이후, 운임 체계는 2010년 2단계 구간 개통 이후 각각 현재와 같은 형태로 변경되었다.
정기권은 수도권 통합요금제 적용 구간과 미적용 구간에 대해 별도로 발매되며, 두 정기권 간에는 호환성이 없다. 서울역 - 청라국제도시 구간은 수도권 전철 정기권을 사용하며, 청라국제도시 - 인천공항2터미널 구간에서는 독자적인 구간지정 정기권을 사용한다.

## 시설
모든 역에 스크린도어가 설치되어 있다. 대피선은 쌍섬식 승강장인 디지털미디어시티역, 검암역, 영종역 등에 설치되어 있다. 승강장은 8량 기준으로 건설되었으나, 현재 일반열차와 직통열차 모두 6량 1편성으로 운행하고 있다.
계양역 ~ 운서역 구간은 인천국제공항고속도로와 병행하여 건설되었다. 영종대교 구간의 경우 도로교 하부에 설치된 철교로 통행하고 있으며, 인천국제공항고속도로와는 입체 교차한다. 수색차량사업소를 통하여 경의선과 선로가 이어져 있어 차량 반입에 사용되었으나 2014년 6월에 KTX 직결 운행을 위한 수색직결선이 개통되면서 사용을 중단했으나 현재는 유지보수차량 유치선으로 사용중이다.
김포공항역 인근 계양역 방면 터널에는 서울 지하철 9호선과 연결되는 245m의 직결 연결선이 설치되어 있다.
신호 체계는 원래 프랑스 알스톰사의 ATP/ATO였으나 2014년부터 KTX 운행을 위하여 수색차량사업소 인근 KTX 연결선로(수색직결선) ~ 인천공항2터미널역 구간에 호환 ATS 설비를 추가하였다. 정식 ATS 신호는 아니지만 ATP/ATO와 연동되는 ATS 지상자, 신호등(5현시)을 추가하였다.
치안 서비스는 대한민국 국토교통부 산하의 철도특별사법경찰대에서 전담하므로, 관할 사무소는 서울 구간인 지상 서울역을 비롯한 인천 구간인 광역철도수사과가 있는 안양역에 있다.

### 서울 지하철 9호선직결
- 2023년 11월 17일 인천국제공항철도 직결운행과 관련해 운영비용 분담 문제를 해결하고, 기반시설을 만들어놓고도 이어지지 않았던 두 노선 직결에 대해 서로 합의했다.[14]

## 역 목록
아래 표에서 ●는 모든 열차 정차, │는 통과함을 의미한다.

### 공항철도
| 역 번호        | 한글 역명        | 국한문 역명      | 로마자 역명                          | 직통           | 접속 노선                                                                                                   | 역간 거리 | 영업 거리 | 소재지     | 소재지 | 비고                          |
| -------------- | ---------------- | ---------------- | ------------------------------------ | -------------- | --- | --------- | --------- | ---------- | ------ | ----------------------------- |
| A01            | 서울역           | 서울驛           | Seoul Station                        | ●              | ● 수도권 전철 1호선 ● 수도권 전철 4호선 ● 수도권 전철 경의·중앙선 경부선 경의선 ● 수도권 광역급행철도 A노선 | -         | 0.0       | 서울특별시 | 용산구 | 수 도 권 통 합 요 금 제 구 간 |
| A02            | 공덕             | 孔德             | Gongdeok                             | │              | ● 수도권 전철 경의·중앙선 ● 수도권 전철 5호선 ● 서울 지하철 6호선                                           | 3.3       | 3.3       | 서울특별시 | 마포구 | 수 도 권 통 합 요 금 제 구 간 |
| A03            | 홍대입구         | 弘大入口         | Hongdae Entrance                     | │              | ● 수도권 전철 경의·중앙선 ● 서울 지하철 2호선                                                               | 2.8       | 6.1       | 서울특별시 | 마포구 | 수 도 권 통 합 요 금 제 구 간 |
| A04            | 디지털미디어시티 | 디지털미디어시티 | Digital Media City                   | │              | ● 수도권 전철 경의·중앙선 ● 서울 지하철 6호선                                                               | 3.4       | 9.5       | 서울특별시 | 은평구 | 수 도 권 통 합 요 금 제 구 간 |
| A042           | 마곡나루         | 麻谷나루         | Magongnaru                           | │              | ● 서울 지하철 9호선                                                                                         | 8.6       | 18.1      | 서울특별시 | 강서구 | 수 도 권 통 합 요 금 제 구 간 |
| A05            | 김포공항         | 金浦空港         | Gimpo Int'l Airport                  | │              | ● 수도권 전철 5호선 ● 서울 지하철 9호선 ● 김포 도시철도 ● 수도권 전철 서해선                                | 2.3       | 20.4      | 서울특별시 | 강서구 | 수 도 권 통 합 요 금 제 구 간 |
| A06            | 계양             | 桂陽             | Gyeyang                              | │              | ● 인천 도시철도 1호선                                                                                       | 6.6       | 27.0      | 인천광역시 | 계양구 | 수 도 권 통 합 요 금 제 구 간 |
| A07            | 검암             | 黔岩             | Geomam                               | │              | ● 인천 도시철도 2호선                                                                                       | 5.5       | 32.5      | 인천광역시 | 서구   | 수 도 권 통 합 요 금 제 구 간 |
| A071           | 청라국제도시     | 靑羅國際都市     | Cheongna Int'l City                  | │              | | 4.8       | 37.3      | 인천광역시 | 서구   | 수 도 권 통 합 요 금 제 구 간 |
| A072           | 영종             | 永宗             | Yeongjong                            | │              | | 10.3      | 47.6      | 인천광역시 | 중구   | 독 립 운 임 구 간             |
| A08            | 운서             | 雲西             | Unseo                                | │              | | 3.5       | 51.1      | 인천광역시 | 중구   | 독 립 운 임 구 간             |
| A09            | 공항화물청사     | 空港貨物廳舍     | Incheon Int'l Airport Cargo Terminal | │              | | 4.3       | 55.4      | 인천광역시 | 중구   | 독 립 운 임 구 간             |
| A10            | 인천공항1터미널  | 仁川空港1터미널  | Incheon Int'l Airport Terminal 1     | ●              | ● 인천공항 자기부상철도                                                                                     | 2.6       | 58.0      | 인천광역시 | 중구   | 독 립 운 임 구 간             |
| 용유차량기지선 | 용유차량기지선   | 용유차량기지선   | 용유차량기지선                       | 용유차량기지선 | 용유차량기지선                                                                                              |           | (59.932)  | 인천광역시 | 중구   | 독 립 운 임 구 간             |
| 용유차량삼각선 | 용유차량삼각선   | 용유차량삼각선   | 용유차량삼각선                       | 용유차량삼각선 | 용유차량삼각선                                                                                              |           | (62.253)  | 인천광역시 | 중구   | 독 립 운 임 구 간             |
| A11            | 인천공항2터미널  | 仁川空港2터미널  | Incheon Int'l Airport Terminal 2     | ●              | | 5.8       | 63.8      | 인천광역시 | 중구   | 독 립 운 임 구 간             |
|                | (종점)           |                  |                                      |                | | 0.5       | 64.3      | 인천광역시 | 중구   | 독 립 운 임 구 간             |

## 지선 노선
공항철도에는 총 2개의 지선 철도가 있다.
| 번호  | 노선 명칭      | 기점              | 종점         | 연장(km) | 비고 |
| ----- | -------------- | ----------------- | ------------ | -------- | ---- |
| 32201 | 용유차량기지선 | 인천공항1터미널역 | 용유차량기지 | 2.6      |      |
| 32202 | 용유차량삼각선 | 인천공항2터미널역 | 용유차량기지 | 2.1      |      |

### 용유차량기지선
본 노선은 주말 및 공휴일에만 기간 한정적으로 운행한다. 인천공항 자기부상철도가 개통함에 따라 운행하지 않을 계획이었으나 자기부상철도의 운행 시간 문제로 인해 계속 운행하기로 하였다.
| 역 번호 | 역명            | 한자            | 로마자                           | 접속 노선 | 직통 | 역간 거리 | 영업 거리 | 소재지     | 소재지 |
| ------- | --------------- | --------------- | -------------------------------- | --------- | ---- | --------- | --------- | ---------- | ------ |
| A10     | 인천공항1터미널 | 仁川空港1터미널 | Incheon Int'l Airport Terminal 1 |           | ●    | -         | 0.0       | 인천광역시 | 중구   |
|         | 용유차량기지    | 龍遊車輛基地    | Yongyu Depot                     |           |      | 2.6       | 2.6       | 인천광역시 | 중구   |

### 용유차량삼각선
| 역 번호 | 역명            | 한자            | 로마자                           | 접속 노선 | 직통 | 역간 거리 | 영업 거리 | 소재지     | 소재지 |
| ------- | --------------- | --------------- | -------------------------------- | --------- | ---- | --------- | --------- | ---------- | ------ |
| A11     | 인천공항2터미널 | 仁川空港2터미널 | Incheon Int'l Airport Terminal 2 |           | ●    | -         | 0.0       | 인천광역시 | 중구   |
|         | 용유차량기지    | 龍遊車輛基地    | Yongyu Depot                     |           |      | 2.1       | 2.1       | 인천광역시 | 중구   |

## 안내방송

### 방송 음원
| 구분      | 음원                                                           | 비고          |
| --------- | -------------------------------------------------------------- | ------------- |
| 승강장    | 기존 수도권 전철 실로폰, 트럼펫 접근음을 가야금으로 연주(국악) |               |
| 상행 종착 | Refresh Korea(국악)                                            | 국악방송 제공 |
| 하행 종착 | 함께하는 한국(국악)                                            | 국악방송 제공 |
| 중간 정차 | 아름다운 여행(국악)                                            | 국악방송 제공 |
| 출발 음악 | 로고송                                                         |               |

### 차내 안내방송 성우
- 한국어: 강유경
- 영어: 크리스틴 조

## 같이 보기
- 인천국제공항
- 인천국제공항 셔틀트레인
- 인천국제공항고속도로